# Carlo Cignani

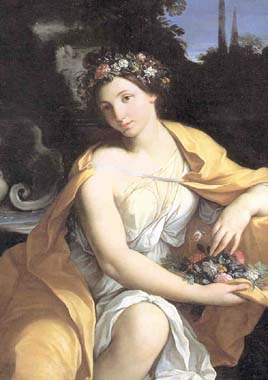
Carlo Cignani – La Primavera

Carlo Cignani, född 15 maj 1628 i Bologna, död 6 september 1719 i Forlì, var en italiensk målare under senbarocken. 
Han var elev till Francesco Albani, och tog senare intryck av Correggio och Guido Reni och blev den främste representanten för den bolognesiska skolan. Han ledde konstakademin i Bologna och arbetade bland annat i Parma och Rom.
Cignani är bland annat representerad på Nationalmuseum i Stockholm och på Statens Museum for Kunst, Köpenhamn.